# Tetraedrita-(Hg)
La tetraedrita-(Hg) és un mineral de la classe dels sulfurs que pertany al subgrup de la tetraedrita. Rep el nom per ser l'anàleg de mercuri (Hg) de la tetraedrita-(Zn) i la tetraedrita-(Fe).

## Característiques
La tetraedrita-(Hg) és un sulfur de fórmula química Cu₆(Cu₄Hg₂)Sb₄S₁₂S. Va ser aprovada com a espècie vàlida per l'Associació Mineralògica Internacional l'any 2019. Cristal·litza en el sistema isomètric. Alguns dels materials analitzats anteriorment descrits com a tetraedrita mercúrica o schwazita podrien ser de fet aquesta espècie.
Les mostres que van servir per a determinar l'espècie, el que es coneix com a material tipus, es troben conservades a les col·leccions mineralògiques del Museu d'Història Natural de la Universitat de Pisa (Itàlia), amb el número de catàleg: 19895, a les col·leccions del departament de mineralogia i petrologia del Museu Nacional de Praga, a la República Txeca, amb els números de catàleg: p1n9961 i p1n33538.

## Formació i jaciments
Va ser descrita a partir de mostres recollides a tres indrets: Jedová hora, a Neřežín (República Txeca), la mina Buca della Vena, a Ponte Stazzemese (Toscana, Itàlia), i la mina Rožňava, a la regió de Košice (Eslovàquia). També ha estat descrita en altres indrets eslovacs, com Husárka (regió de Banská Bystrica) i Rudňany (també a Košice), a Landsberg, dins l'estat alemany de Renània-Palatinat, i a Rotenstein, al Tirol (Àustria).